# Gunnar Höckert
Gunnar Mikael Höckert (ur. 12 lutego 1910 w Helsinkach, zm. 11 lutego 1940 na przesmyku Karelskim) – fiński lekkoatleta, biegacz długodystansowy, mistrz olimpijski.
Swój życiowy sukces odniósł w 1936 na igrzyskach olimpijskich w Berlinie w biegu na 5000 metrów. Początkowo tempo dyktował Amerykanin Donald Lash, ale wkrótce został wyprzedzony przez trzech Finów. Ilmari Salminen przewrócił się (zajął 6. miejsce) i o zwycięstwo rywalizowali Höckert i obrońca tytułu Lauri Lehtinen. Na ostatnim okrążeniu Höckert wyprzedził Lehtinena i zwyciężył uzyskując najlepszy czas w tym roku i rekord olimpijski – 14:22,2.
15 września 1936 w Sztokholmie ustanowił rekord świata w biegu na 3000 metrów – 8:14,8, a dwa tygodnie później na tym samym stadionie poprawił rekord świata w biegu na 2 mile (8:57,4). Tydzień później w Malmö wyrównał rekord świata w biegu na 2000 metrów (5:21,8). Późniejsza kariera Höckerta nie była tak udana z powodu reumatyzmu.
Höckert walczył w wojnie zimowej jako ochotnik. Zginął w stopniu podporucznika na Przesmyku Karelskim w przeddzień swych 30. urodzin.